# هيلونيدا ستودرت
هيلونيدا ستودرت (25 أبريل 1932 - 3 ديسمبر 2007) كاتبة برازيلية وكاتبة مقالات وكاتبة مسرحية وصحفية ومدافعة عن حقوق المرأة وشخصية سياسية. حصلت على الجائزة أورلاندو دانتاس.

## السيرة الشخصية
ولدت هيلونيدا ستودارت في فورتاليزا في 25 أبريل 1932. كان والداها إيديت ستودارت وفيسينتي سواريس. من جهة والدها تنحدر من عالم الجغرافيا أنطونيو بيزيرا دي مينيزيس. في سن التاسعة أثناء دراستها في مدرسة جي فورتاليزا كتبت قصة للأطفال بعنوان «الفتاة التي هربت من البرد»، ويقال أن حياتها المهنية في الكتابة بدأت بعد ذلك. في سن السادسة عشرة كانت تعيش في ريو دي جانيرو، وتعمل كاتبة عمود في صحيفة أو نورديستشي. على الرغم من حصولها على شهادة في العلوم الاجتماعية من جامعة البرازيل، عملت كصحفية لمدة عشر سنوات بالإضافة إلى كونها محررة لمجلة مانشيتشي لمدة عشر سنوات. تزوجت من فرانز أوربان. كان لديهم ستة أطفال. انتخبت ستودارت ست مرات نائبا لولاية ريو دي جانيرو من قبل حزب العمال. في عام 1966 تم انتخابها رئيسة لـ سينامبرا. أسست مع نساء أخريات «مركز المرأة البرازيلية»، وهو أول منظمة نسائية برازيلية، ومركز الدولة لحقوق المرأة. في عام 2005 تم تضمينها في المبادرة الجماعية لـ «1000 امرأة» لجائزة نوبل للسلام تحت رعاية المنظمة السويسرية للمرأة من أجل السلام حول العالم، والتي سعت إلى الاعتراف بدور المرأة في جهود السلام. حصلت على الجائزة أورلاندو دانتاس. توفيت ستودارت في ريو دي جانيرو في 3 ديسمبر 2007.